# エリー・ドゥカズ
初代ドゥカズ公爵（ドゥカズ伯爵から陞爵）、初代グリュックスボー公爵エリー・ルイ・ドゥカズ（Élie Louis Decazes, 1788年9月28日 - 1860年10月24日）は、フランスの王党派政治家。

## 略歴
穏健な政策をとり、極端に走ることは避けたフランス復古王政期の首相である。1818年、デンマーク王フレゼリク6世によってデンマーク貴族グリュックスボー公爵（hertug af Glücksborg）の称号を授けられた。これはエリーの2度目の妻ヴィレルミーヌがナッサウ＝ザールブリュッケン公ヴィルヘルム（en）の子孫であった縁からである。ヴィレルミーヌの伯母であるアンナ・カロリーネはスレースヴィ＝ホルステン＝セナーボー＝グリュックスボー公フレゼリク・ヘンリク（da）の未亡人で、子が授からず、姪ヴィレルミーヌの後見を務めていた。アンナ・カロリーネは姪のために、当時伯爵でフランス貴族であったドゥカズとの良縁を望んだ。そして姪の将来の配偶者に公爵の称号が得られるよう、デンマーク王に働きかけたのである。
1820年2月、アルトワ伯（後のシャルル10世）の次男ベリー公シャルルが暗殺された事件を契機に失脚した。
1822年2月20日にフランス貴族ドゥカズ公爵（Duc Decazes）となった。